# Дворец Алворада

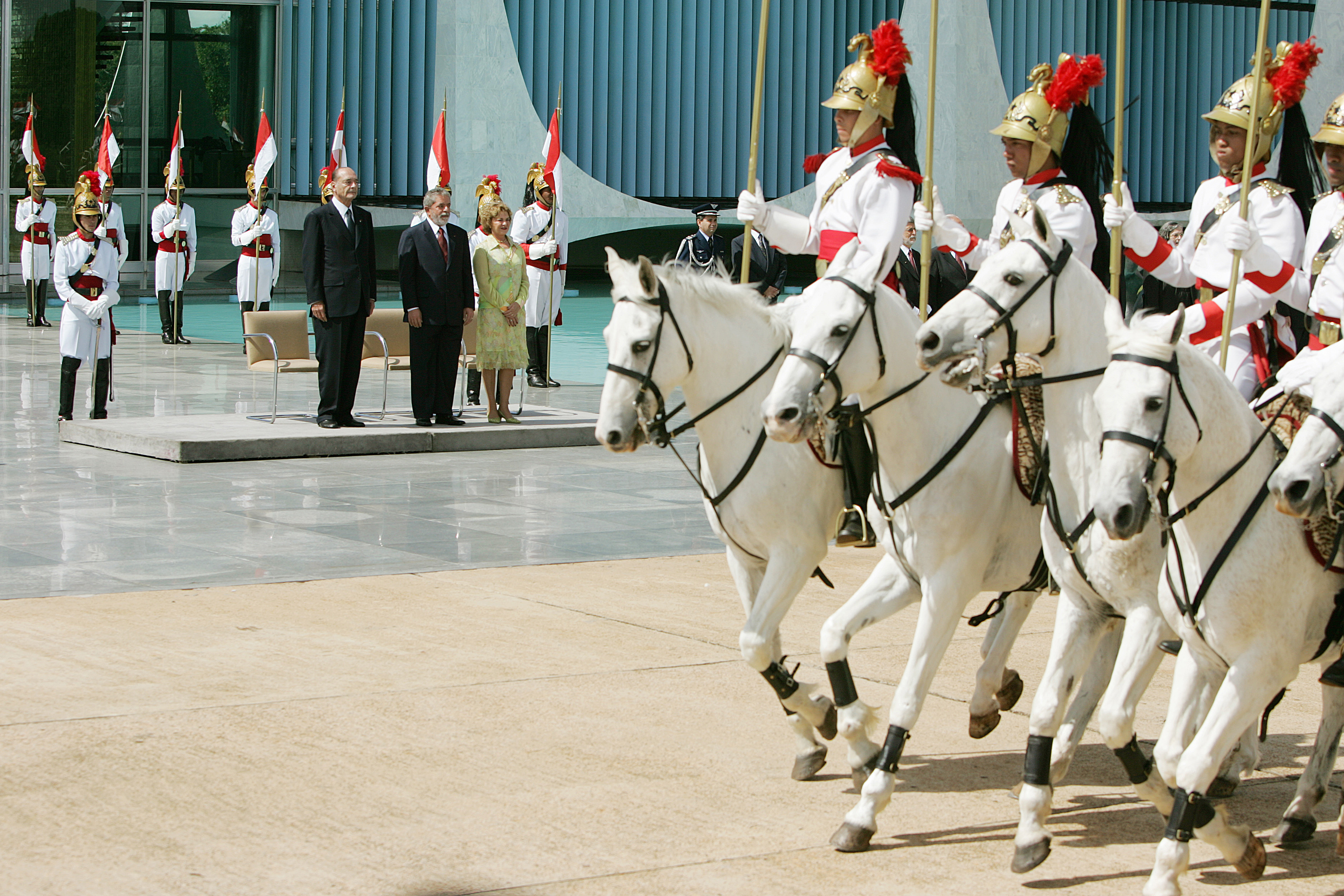
Дворцовая стража. Жак Ширак и Луис-Инасиу Лула да Силва

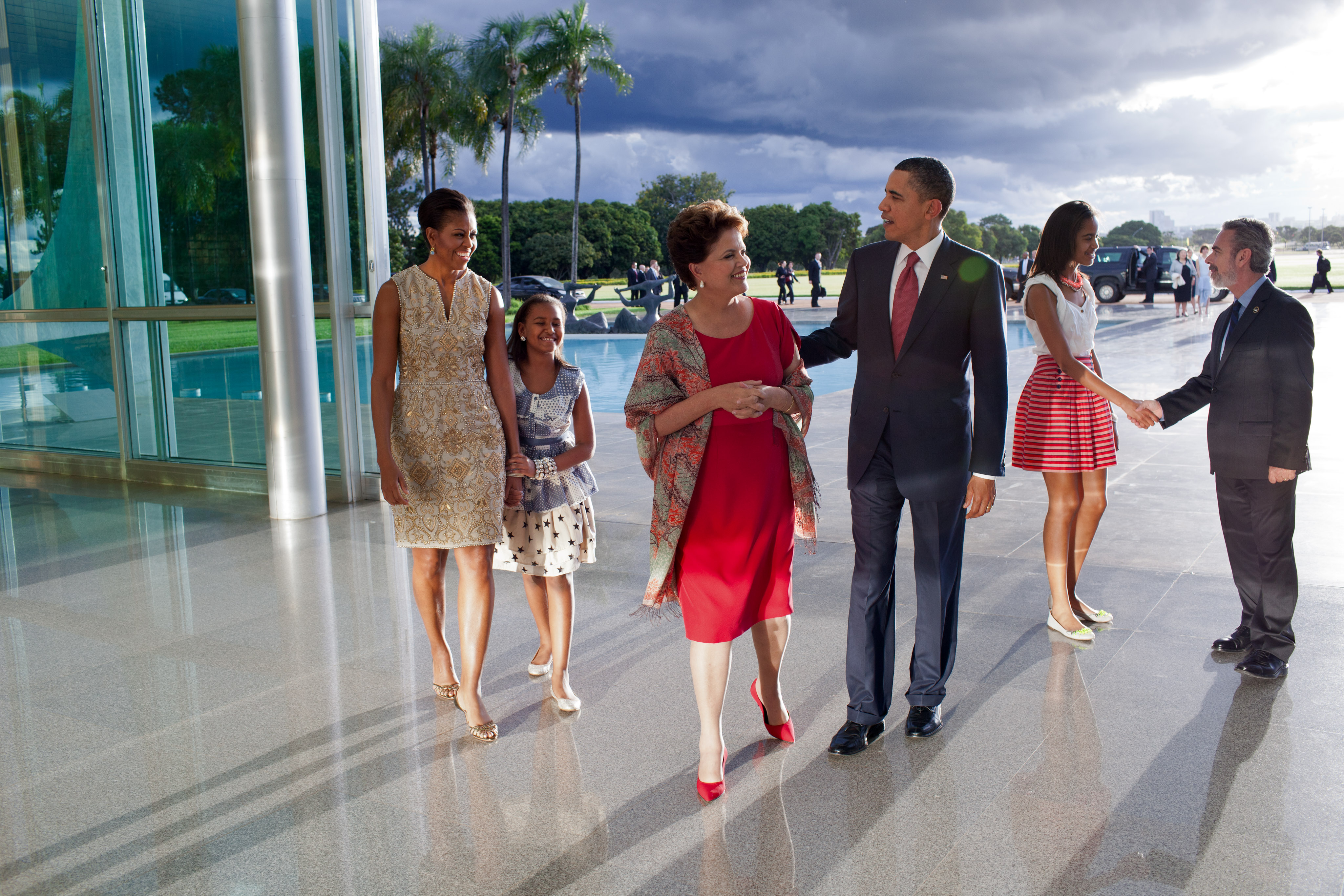

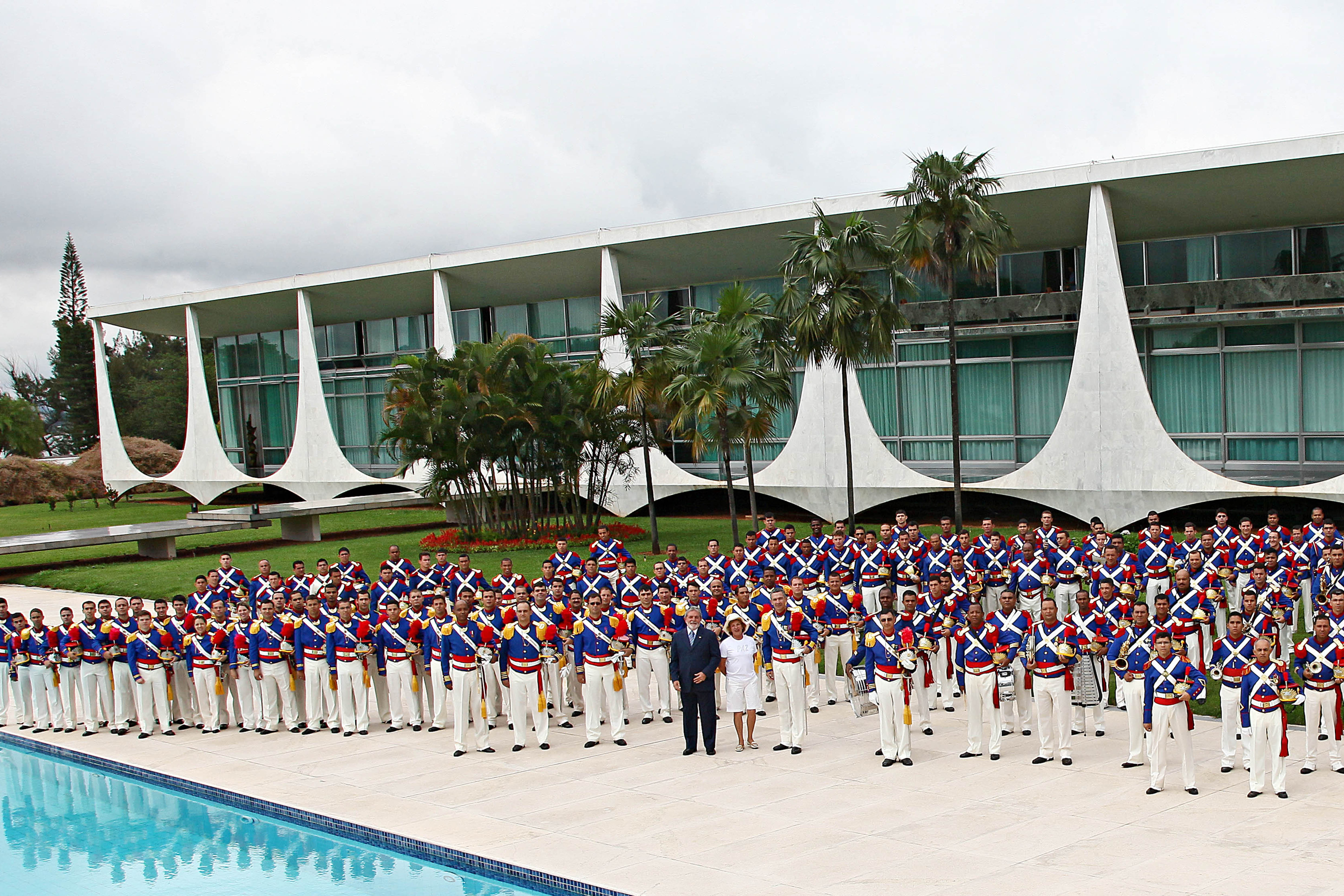

Дворец Алвора́да (порт. Palácio da Alvorada — «Дворец Рассвета») — официальная резиденция президента Бразилии.
Название дворца произошло от фразы президента Бразилии Жуселину Кубичека, осуществившего перенос столицы в Бразилиа: «Что есть Бразилиа, если не рассвет нового дня Бразилии?» (порт. Que é Brasília, senão a alvorada de um novo dia para o Brasil?)

## История
Дворец был построен в 1958 году по проекту Оскара Нимейера и стал одним из первых зданий возведённых в новой бразильской столице. Здание расположено на одном из полуостровов на водохранилище Параноа. Согласно проекту в здании имеется три этажа общей площадью 7000 м². На цокольном уровне расположены конференц-зал, кухня, прачечная, медицинский центр, и административный блок. На первом этаже расположены помещения для официальных приёмов. На втором этаже находятся жилые помещения: апартаменты президента и его семьи, два гостевых номера, а также другие помещения личного пользования. Кроме того в здании имеется бассейн олимпийских размеров, библиотека, музыкальная комната, и несколько обеденных залов.
В 2004 году дворец подвергся капитальной реставрации с заменой инженерных систем.
Обслуживающий персонал здания насчитывает около 70 человек. Охрану Дворца осуществляет Батальон Президентской охраны.
На золотой стене в фойе написаны слова Жуселину Кубичека:

С этого центрального плато, из этой глуши, которая вскоре превратится в мозговой центр принятия высоких национальных решений, я ещё раз обращаю взгляд в завтрашний день моей страны и взираю на этот предстоящий рассвет с непоколебимой верой и безграничной уверенностью в её великой судьбе!
Оригинальный текст (порт.)Deste planalto central, desta solidão que em breve se transformará em cérebro das altas decisões nacionais, lanço os olhos mais uma vez sobre o amanhã do meu país e antevejo esta alvorada com fé inquebrantável e uma confiança sem limites no seu grande destino!

## Галерея

### Интерьер

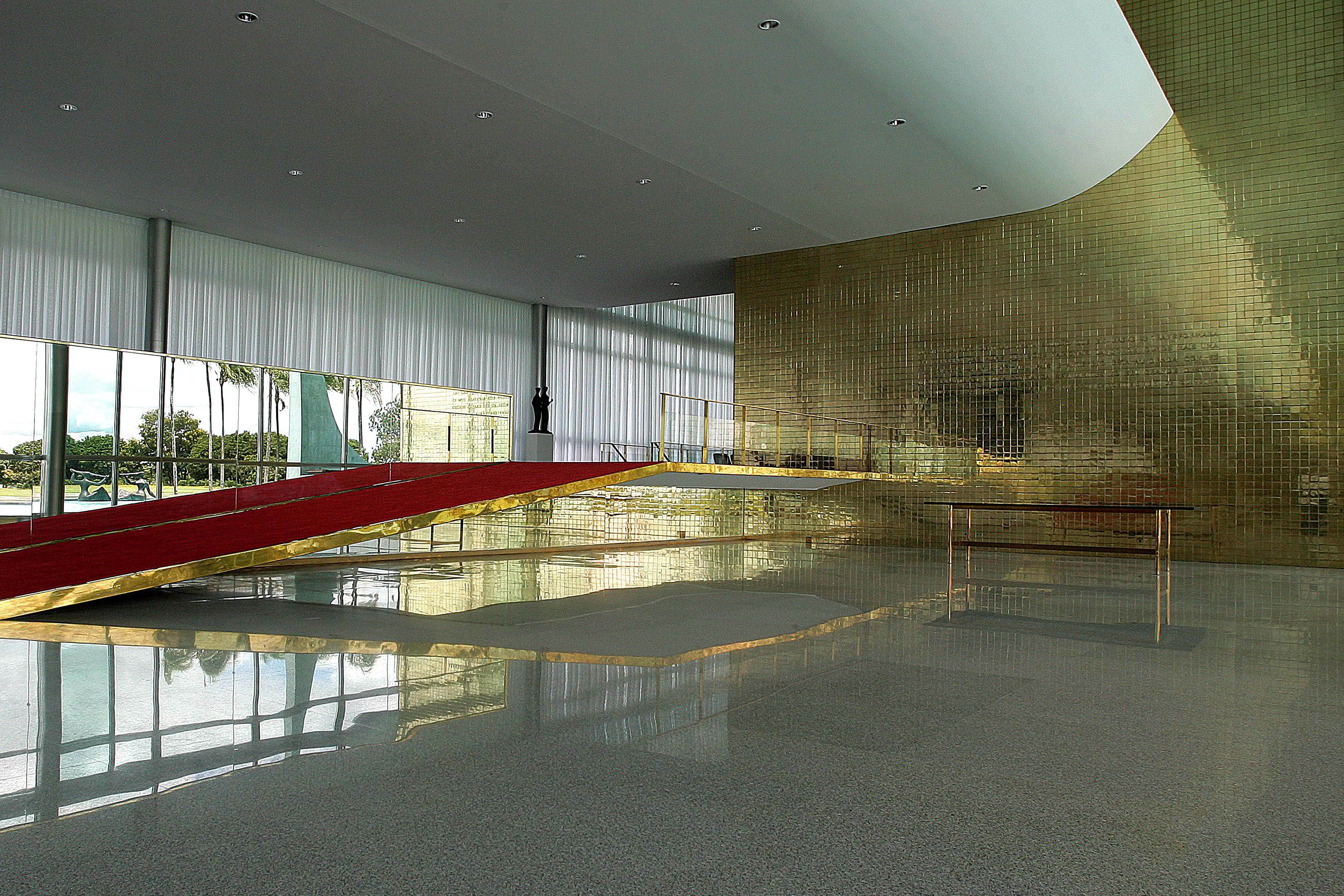
Фойе
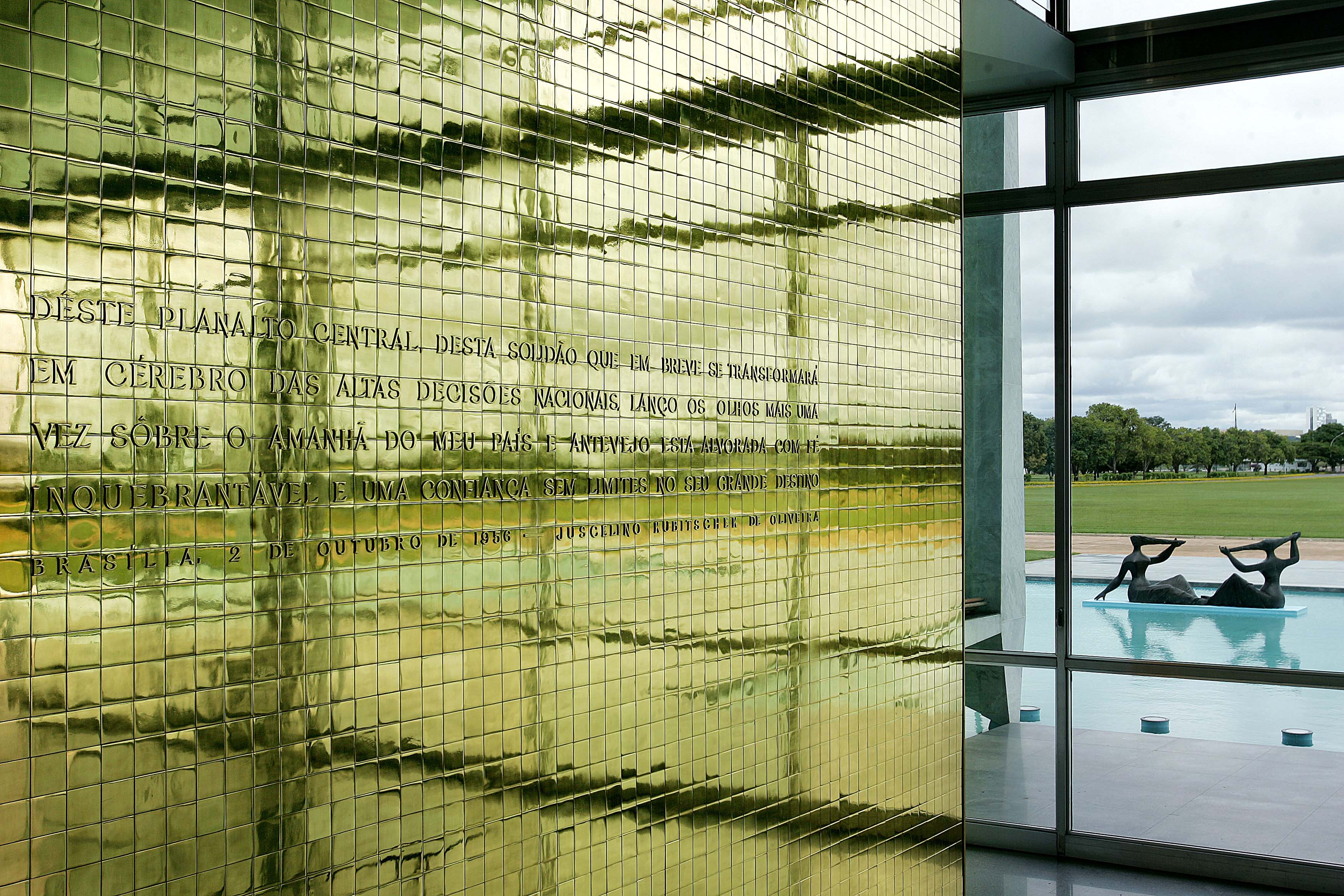
Золотая стена в фойе
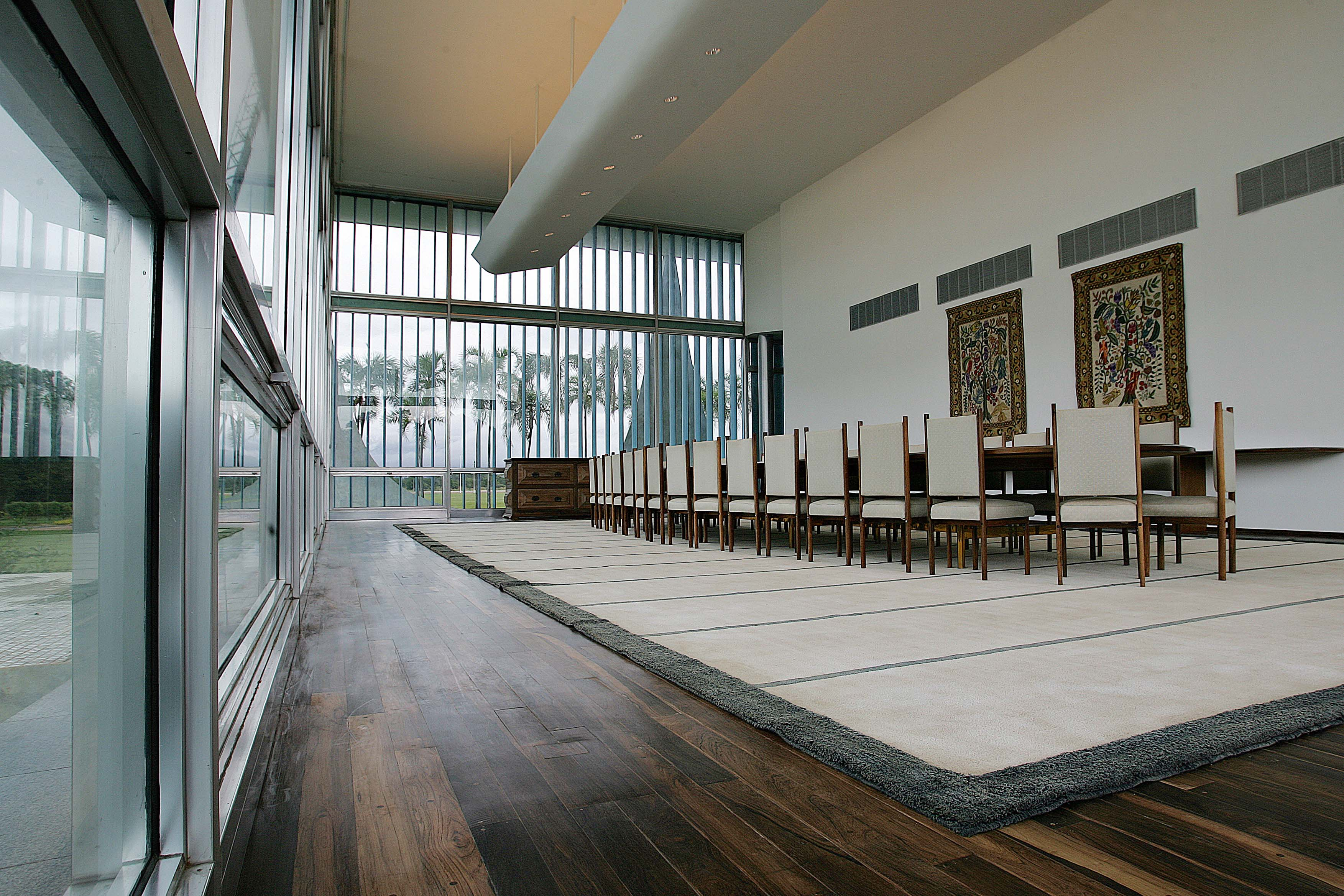
Банкетный зал
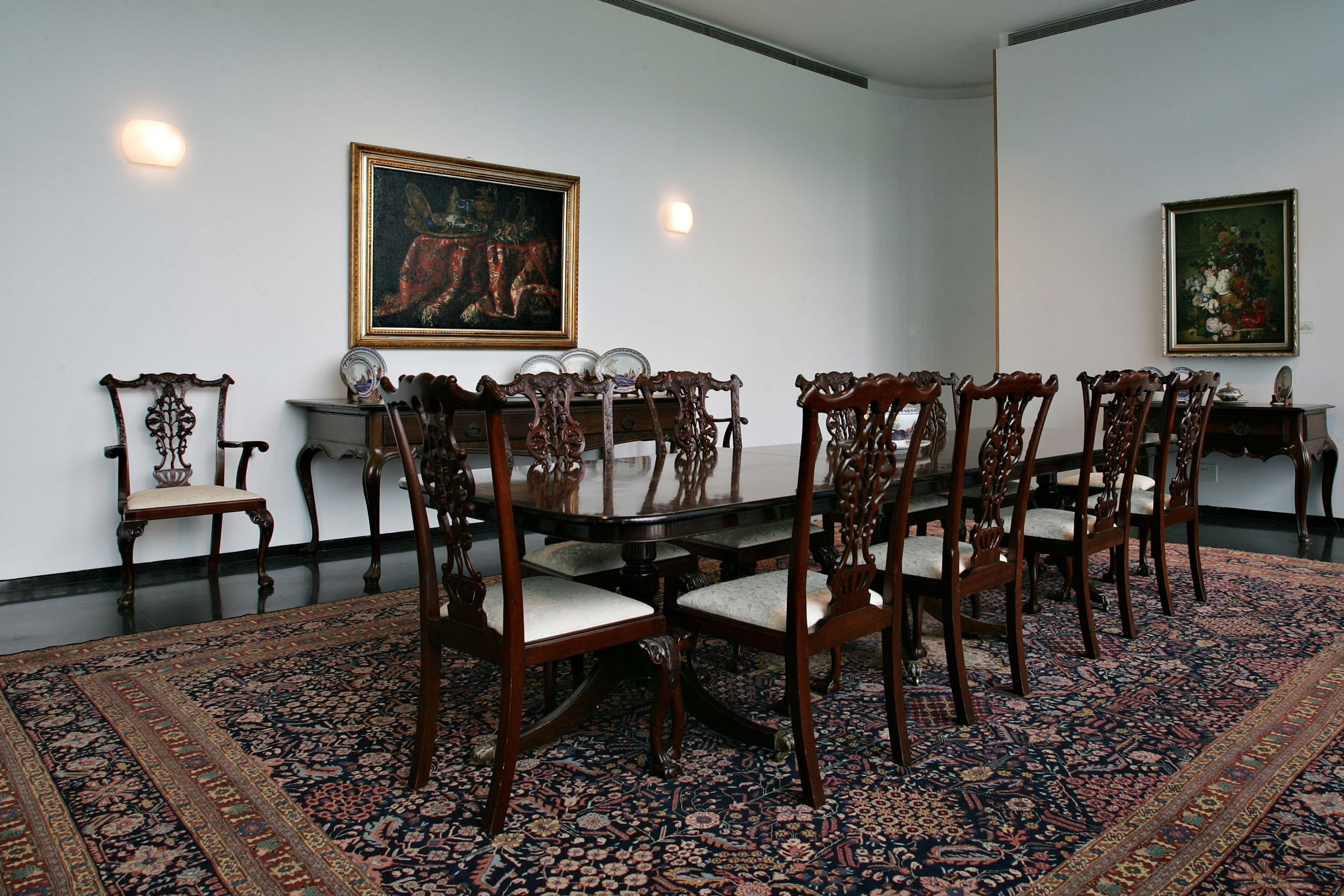
Обеденный зал
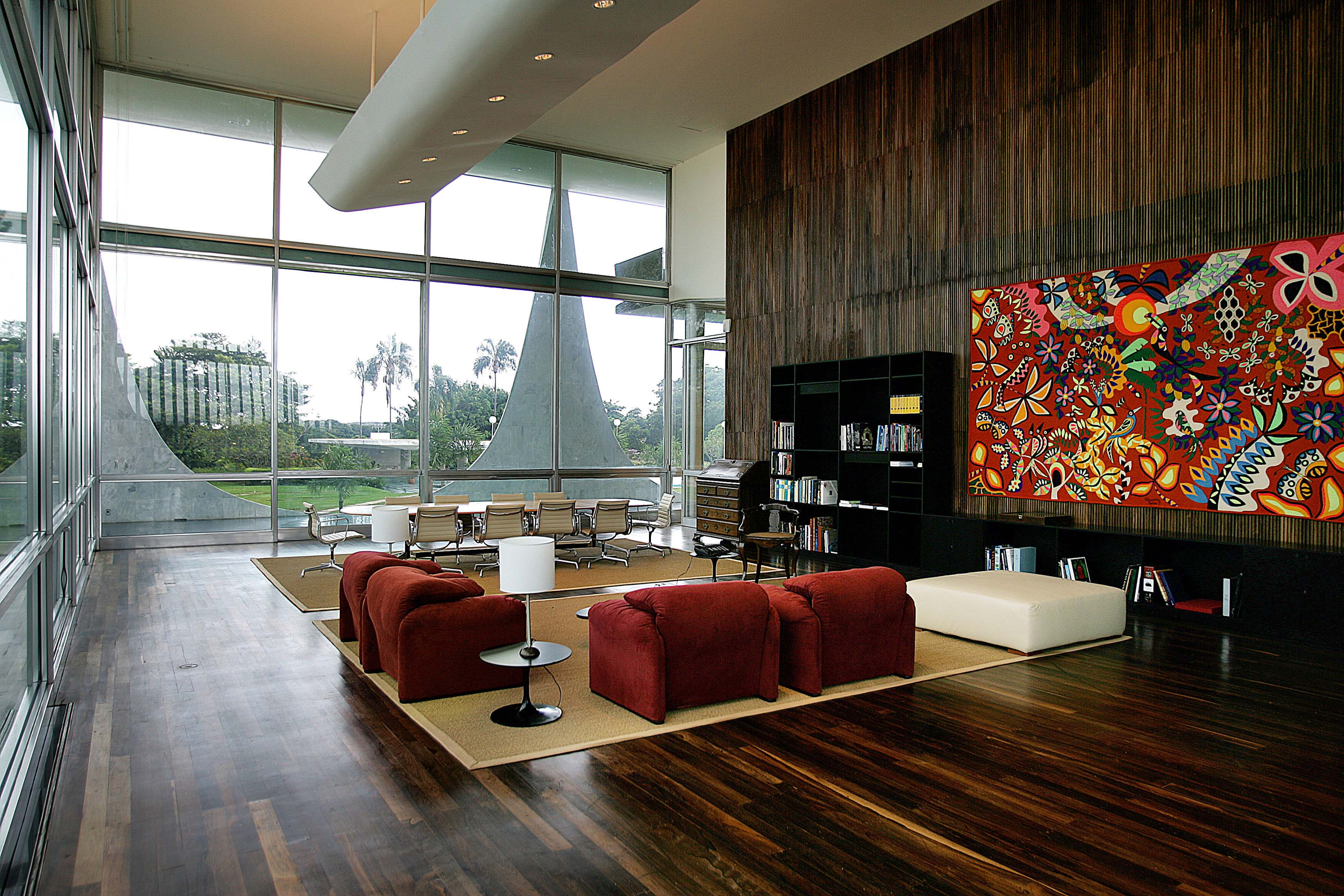
Зал приёмов
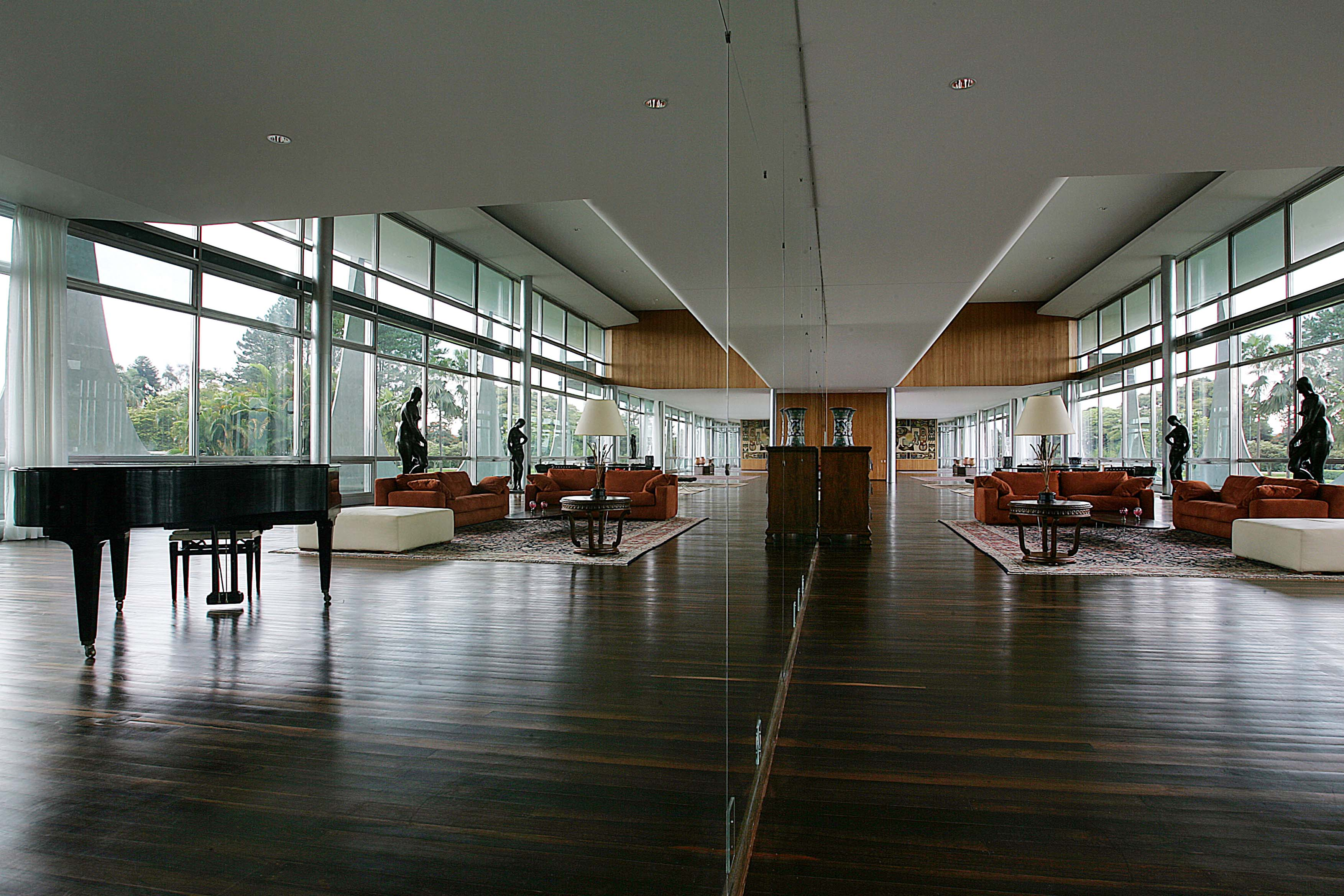
Музыкальная комната
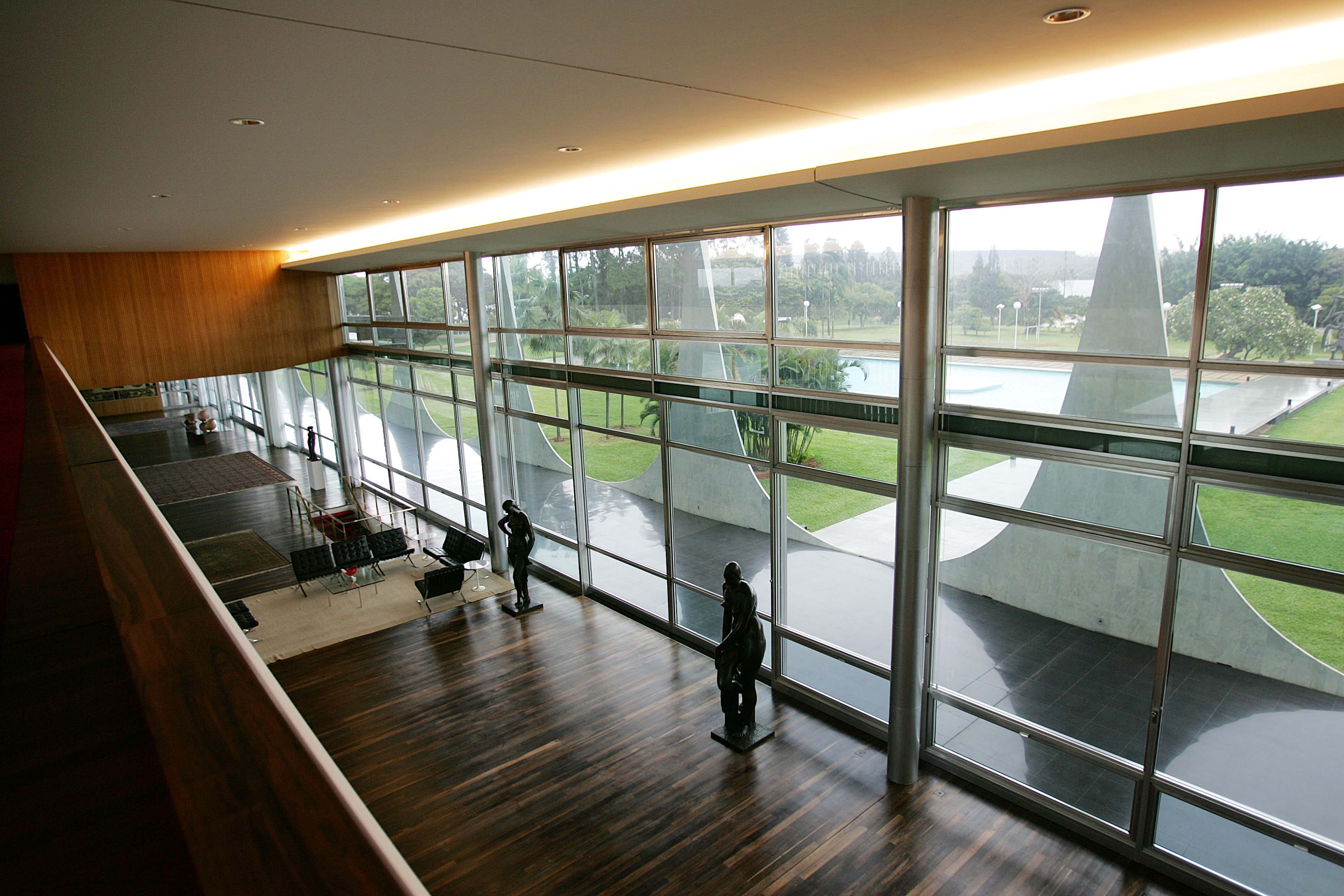
Мезонин

### Внешний вид

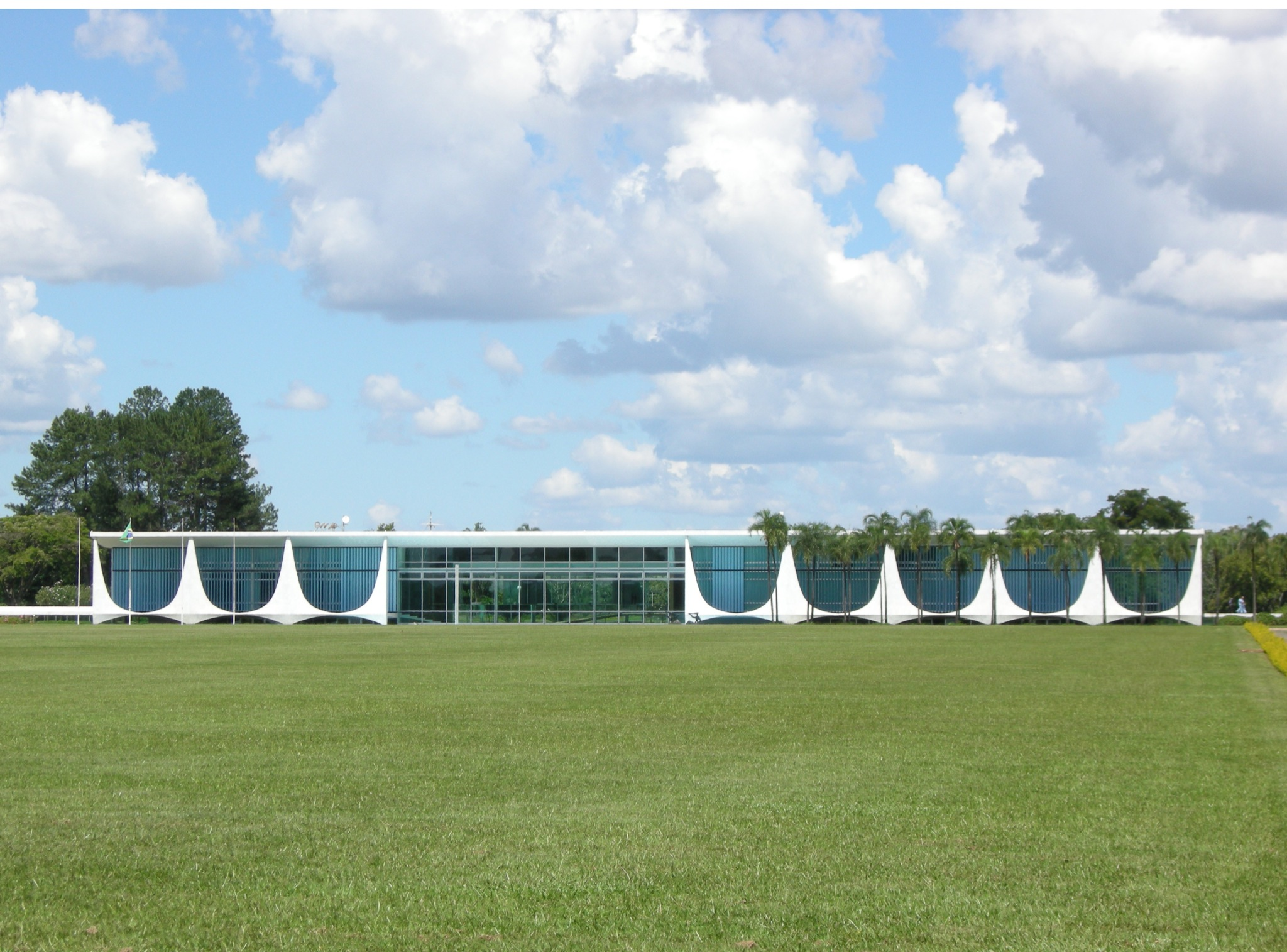
Главный фасад
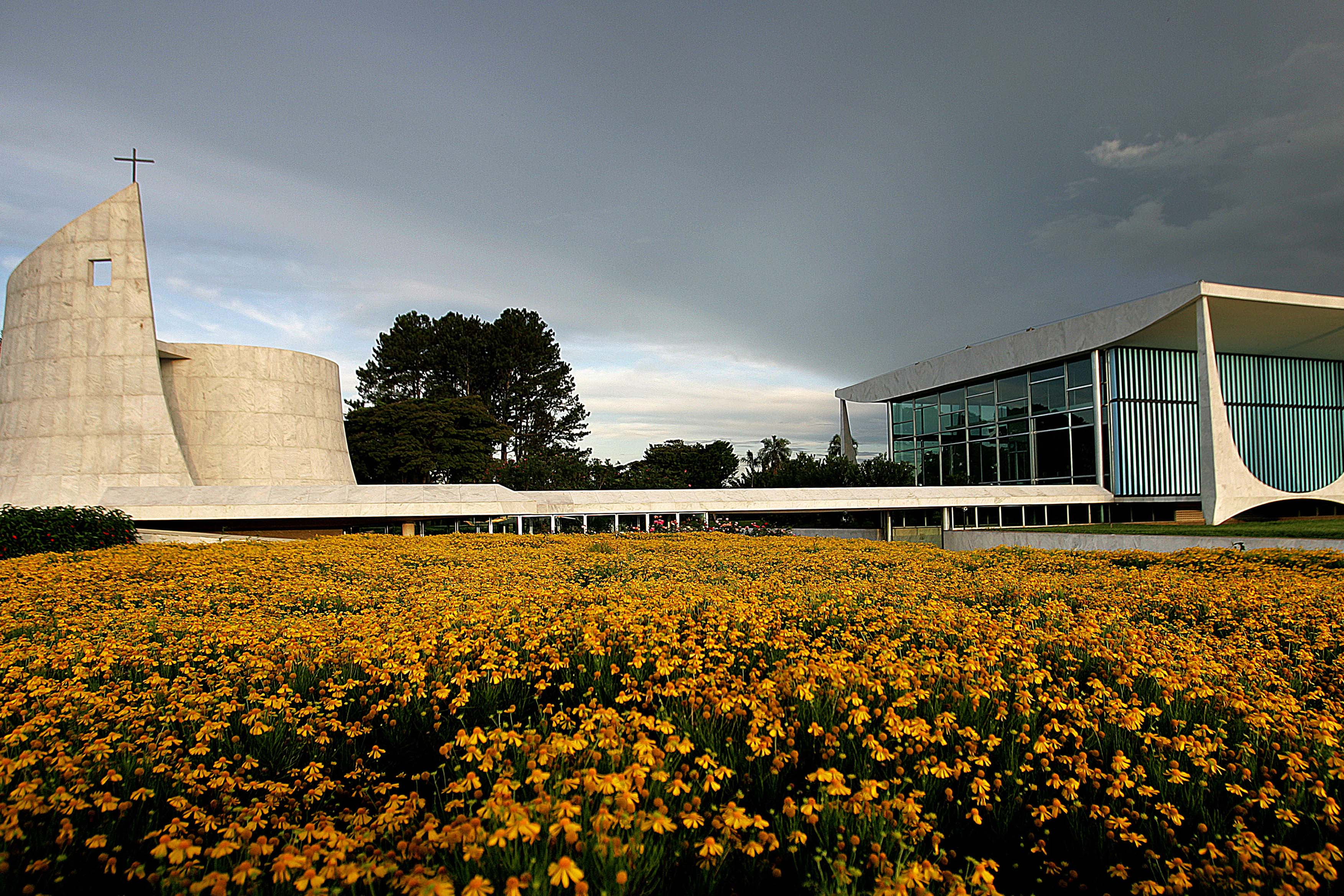
Часовня и сад
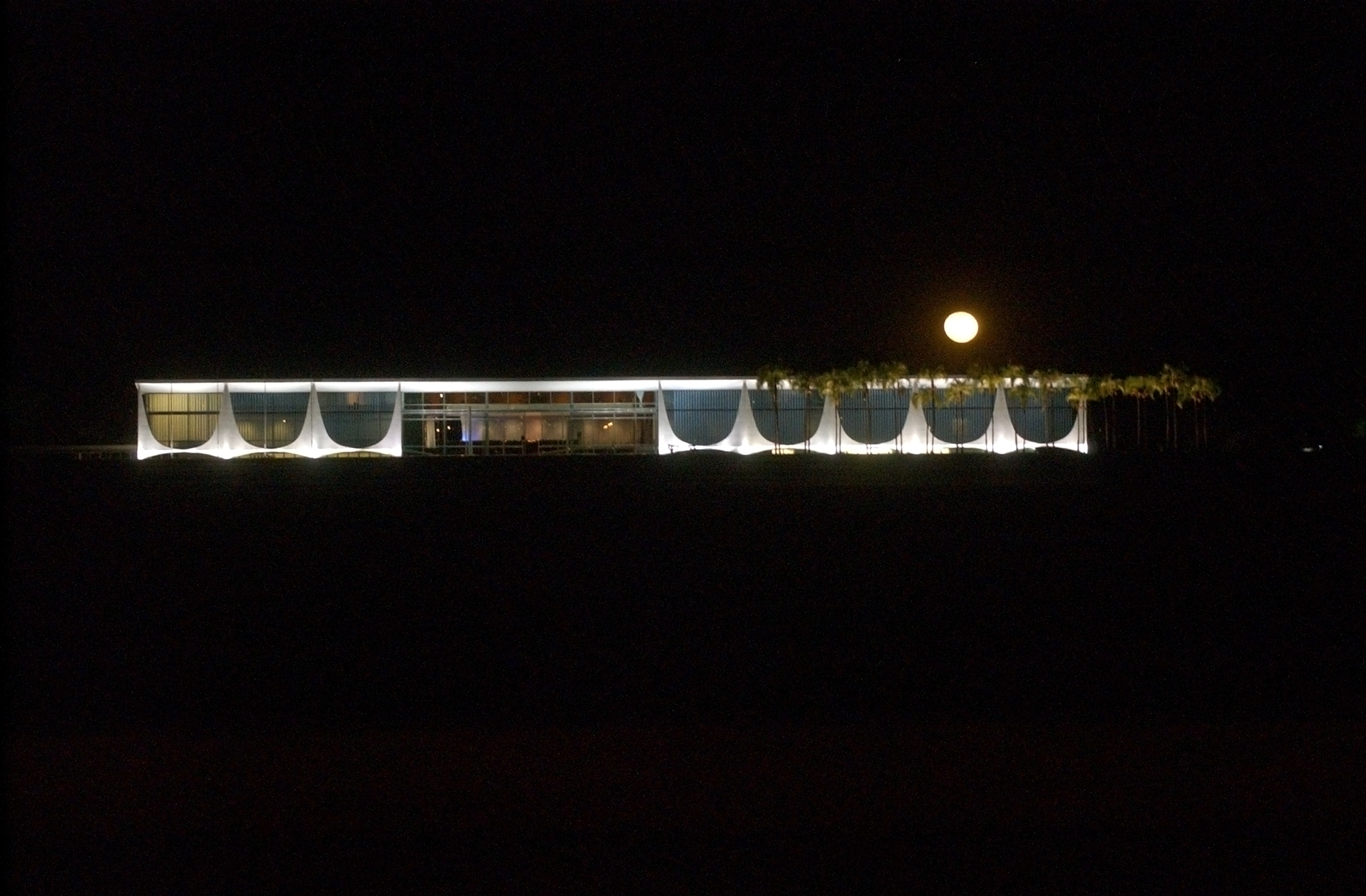
Ночной вид